# نظام كانابينويد داخلي

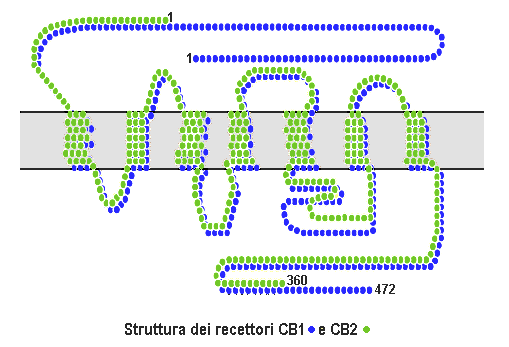

نظام الكانابينويد الداخلي (ECS) هو نظام أحيائي مكون من الكانابينويدات الداخلية وهي نواقل عصبية رجوعية ترتبط بمستقبلات الكانابينويد، وبروتينات مستقبل الكانابينويد التي يعُبَّر عنها في الجهاز العصبي المركزي للفقاريات (بما في ذلك الدماغ) والجهاز العصبي المحيطي. مازال نظام الكانابينويد الداخلي تحت البحوث الأولية، لكن له دورا في تنظيم عمليات فيسيولوجية وإدراكية منها: الخصوبة، الحمل، خلال النماء السابق والتالي للولادة، الشهية، الإحساس بالألم، المزاج، والذاكرة، وكذلك التوسط في التأثيرات الداوئية للمرجوانا.
المستقبلات الرئيسية للكانابينويدات تم تحديدها وهي: CB1 استُنسِخ أول مرة سنة 1990، وCB2 واستُنسخ سنة 1993. تتواجد مستقبلات CB1 بشكل أساسي في الدماغ والجهاز العصبي وكذلك في الأعضاء والأنسجة الطرفية، وهي الهدف الجزيئي الرئيسي لربائط الكانابينويدات، أناناميدأنانداميد وكذلك مماثله من الكانابينويدات النباتية، رباعي هيدرو كانابينول (THC). أحد الكانابينويدات الداخلية الرئيسية هو 2-أراكيدنويل غليسرول (2-AG) وهو نشط مع كلا مستقبلي الكانابينويد، مع مماثلِه الكانابينويد النباتي كانابيديول (CBD). 2-AG والكانابيديول لهما دور في تنظيم الشهية، وظائف النظام المناعي والتحكم بالألم.